# Medalen, Åland
Medalen är en sjö i Geta kommun i Åland (Finland). Den ligger i den nordvästra delen av landskapet, 30 km norr om huvudstaden Mariehamn. Medalen ligger 5 meter över havet. Den ligger på ön Fasta Åland. Arean är 14,7 hektar och strandlinjen är 2,21 kilometer lång. Sjön  ingår i Skärgårdshavets kustområde, Åland. 